# Spagna (poema)
La Spagna è un poema cavalleresco in ottava rima, composto da 40 canti (o cantari) ognuno di circa 40 ottave, la cui discussa datazione si situerebbe tra la fine del XIV secolo e la metà del XV. L'autore del poema è sconosciuto, forse identificabile con un tale 'Sostegno di Zanobi da Fiorenza'.
Il poema affronta una materia, quella del ciclo carolingio, sicuramente molto nota al tempo e ripresa in numerosi altri testi. In particolare, l'autore ripercorre le vicende del precedente Entrée d'Espagne, trasponendoli in lingua italiana e in ottava rima.

## Incipit
Il poema viene spesso citato come Altissimo Signore eterno lume. Le prime due ottave del poema recitano:
Altissimo Signore, eterno lume,

misericordia e pace e caritate,

somma giustizia e perfetto fiume,

principio se' delle anime create;

o via di verità senza volume,

da cui son tutte cose governate;

o sommo Padre, re dell'universo,

da cui il nemico fu dal ciel somerso,

a te ricorro sempre e col tuo nome

vo' far principio, mezo e compimento;

della tua grazia mi dà tanta, come

desti a san Pier col tuo proponimento;

benché io non sia degno di tal some,

deh non guardar al mio gran fallimento!

Donami grazia ch'io principio faccia

di questa storia, sicché a tutti piaccia.

(…)
(Spagna, incipit)
All'inizio e alla fine di ogni cantare compaiono sempre invocazioni religiose. Questo fa pensare a una forte fede dell'autore, che si sposa perfettamente con i temi cristiani e pseudo-crociati trattati nell'epopea di Spagna.

## Trama
Il poema racconta la mitica conquista cristiana della Spagna ad opera dell'esercito di Carlo Magno, ovvero gli eventi antecedenti alla storia narrata nella Chanson de Roland.
Appena arrivati in terra pagana, i paladini devono affrontare il duello offerto dal cavaliere saraceno Ferraù, vinto il quale i cristiani si dirigono verso Pamplona. Messo l’assedio alla città, Orlando, di propria iniziativa e senza il consenso del re Carlo, guida un’azione irruente e temeraria, in cui rimangono uccisi molti cavalieri cristiani, fra cui il piccardo Sansone. Fra il re e il conte avviene una violenta lite durante la quale Carlo umilia Orlando; quest'ultimo abbandona l’accampamento, folle d’ira.
Dopo aver errato per giorni costringe alcuni marinai saraceni a trasportarlo in Oriente, dove sotto falsa identità aiuta il Soldano di Lamecche a vincere l’assedio che Machidante, re di Gerusalemme, sta tenendo per ottenere la mano di sua figlia. In contemporanea, Ugone di Brava parte alla ricerca del cugino Orlando e arriva in Siria, dove promette a Machidante di aiutarlo in guerra tramite servizio del Patriarca siriano. I cugini, una volta riconosciutisi in battaglia, si accordano e con astuzia sconfiggono il pagano: fanno quindi convertire al cattolicesimo il Sultano e l’intero regno orientale.
Dopo altre imprese, i cristiani riescono a tornare in Spagna, dove avviene il ricongiungimento con re Carlo. Il re stesso deve poi fronteggiare il tradimento di Macario, per cui torna di persona a Parigi e sventa il complotto. Dalla capitale torna con un grosso esercito che permette ai cristiani di risolvere l’assedio di Pamplona: decisivo è l’intervento degli italiani-longobardi guidati da Desiderio. L’esercito prende poi Falserone e infine ‘la Stella’: la Spagna è ora, dopo diciassette anni, completamente sotto il controllo di Carlo, ad esclusione di Saragozza, nella quale si rifugia re Marsilio.
Dal cantare XXVIII la narrazione si ricongiunge agli eventi della Chanson e li ripete seguendone fedelmente la trama fino alla rotta di Roncisvalle e alla vittoria finale di Carlo.

## Personaggi principali

### Orlando
Il personaggio di Orlando subisce, in questo poema, come negli altri affini, una radicale metamorfosi: il miles Christi della Chanson acquisisce tutte le caratteristiche di un cavaliere errante e passionale, mentre all'indiscusso valore militare si somma l'astuzia tipica della cultura comunale.

### Ferraù
Il capo saraceno si afferma come il principale rivale di Orlando, l'unico in grado di fronteggiarlo anche per più giorni di seguito. La superbia del pagano si trasforma in virtù, al momento della conversione in punto di morte: il nemico diventa quindi il miglior compagno di Orlando, il secondo cavaliere più valoroso della Cristianità.

### La figlia del Soldano
Nonostante nel poema non abbia un nome proprio, la principessa orientale, che necessita dell'aiuto del protagonista per evitare un'unione indesiderata,  potrebbe essere considerata come l'antecedente principale della figura di Angelica. Il paladino intrattiene con lei infatti una relazione di tipo sentimentale.

## Autore
L'autore del poema sarebbe un tale Sostegno di Zanobi da Fiorenza, anche se l'attribuzione è dubbia e il poema viene ancora indicato come opera di anonimo. Il nome dell'autore si rinviene nel poema stesso, dov'è riportato nell'ultima ottava d (nome che occupa esattamente un endecasillabo), ma questa indicazione non appare in tutti i manoscritti. Di questo Sostegno di Zanobi, comunque, non si sa pressoché nulla.

## Tradizione
Esistono due redazioni principali del testo, una detta 'maggiore' (toscana) e una 'minore' (ferrarese, di soli 34 canti). La 'maggiore' è probabilmente la versione più antica del testo, nato in area fiorentina e poi diffusosi in tutta Italia.
Un testimone fondamentale è conservato alla Biblioteca comunale Ariostea di Ferrara, da cui le ipotesi secondo cui il testo avrebbe potuto in parte influenzare la composizione di due poemi ben più conosciuti: l'Orlando innamorato e l'Orlando furioso. Ariosto, infatti, mostra di conoscerlo quando si trova a fare alcune anticipazioni di eventi che poi non tratterà nel suo poema, relativi all'epopea della Spagna, per esempio la morte di Ferraù per mano di Orlando.